# Одинокий рейнджер (фильм)
«Одино́кий ре́йнджер» (англ. The Lone Ranger) — американский комедийный вестерн режиссёра Гора Вербински по мотивам одноимённого телесериала 1949 года. Съёмки стартовали 29 февраля 2012 года. Начало мирового проката состоялось 3 июля 2013 года. В России — с 4 июля 2013 года. Главные роли исполняют Арми Хаммер и Джонни Депп, в образе ключевого антагониста — Уильям Фихтнер.
Фильм был негативно воспринят большей частью американской кинопрессы, что заставило недоумевать членов съёмочной группы. Выдвинут в пяти категориях антипремии «Золотая малина», в том числе как худший фильм года. Невзирая на это, Американская киноакадемия отметила ленту номинациями на премию «Оскар» за лучший грим и прически, а также визуальные эффекты.

## Сюжет
В 1933 году мальчик Уилл, кумиром которого является легендарный Одинокий рейнджер, встречает в цирковом музее восковых фигур в Сан-Франциско пожилого индейца племени Команчи Тонто. Тот рассказывает ребёнку историю своих приключений с этим героем.
В 1869 году юрист Джон Рид возвращается домой в техасский город Колби через недостроенную трансконтинентальную железную дорогу, управляемую железнодорожным магнатом Лэйтемом Коулом. В тайне от Рида, пассажирами являются индеец Тонто и бандит Бутч Кавендиш, последнему грозит повешение после ареста техасским рейнджером Дэном Ридом, братом Джона. Сообщники Кавендиша спасают своего главаря, а поезд сходит с рельсов. Позже Тонто заключают в тюрьму. Дэн назначает брата техасским рейнджером, после чего с ним и шестью напарниками отправляется на поиски преступников.
Отряд попадает в засаду, организованную бандитами, методично расстреливающими всех рейнджеров. Кавендиш вырезает и съедает сердце смертельно раненого Дэна, обставив произошедшее как нападение команчей. Сбежавший из тюрьмы Тонто находит трупы убитых и хоронит их, попутно замечая, как явившийся ему белоснежный дух-мустанг «пробуждает» в качестве «сумрачного странника» не понравившегося ему Джона. Придя в себя, последний с недоверием воспринимает рассказы Тонто о своём «бессмертии» и невозможности умереть в бою. Мрачный индеец также сообщает Риду о предательстве рейнджера Коллинза, давно сговорившегося с Кавендишем, которого он сам считает индейским призраком — «вендиго». Поотпиравшись, скептически настроенный Джон соглашается с Тонто и надевает маску, чтобы скрыть свою личность от врагов, считающих его мёртвым. Из значков павших рейнджеров индеец отливает серебряную пулю, которую даёт Джону для убийства Кавендиша, сопроводив это словами: «Серебро его породило, серебро его и убьёт».
В поисках Коллинза, а вместе с ним и банды Кавендиша, герои приезжают в местный бордель, где его одноногая управляющая Рэд Харрингтон сообщает им, что некоторое время назад Дэн и Коллинз ругались здесь из-за «проклятого» серебряного камня. Также выясняется, что ряд поселений подвергся налётам команчей в нарушение мирного договора с правительством США, что означает скорую войну. Решив навестить вдову и сына своего погибшего брата, — Ребекку и Дэнни, — Джон и Тонто пересекаются с людьми Кавендиша, загримированными под индейцев и громящими ферму Ридов. Произведя на разбойников устрашающее впечатление, герои отправляются на поиски самого Кавендиша, выкравшего родных Джона. Тот ведёт свой отряд по пустыне, но когда его догоняет уцелевший после появления «духа Дэна Рида» и индейца бандит, требует от Коллинза убить и Ребекку, и Дэнни, являющихся близкими людьми для преследователя. Но Коллинз, сожалея о своём прошлом, лишь инсценирует расстрел, отпуская мать с ребёнком, за что получает пулю от сообщника Кавендиша — Лэйтема Коула, ставшего железнодорожным магнатом. Тем временем, последний, используя в качестве предлога мнимые «налёты индейцев», объявляет о продолжении строительства железной дороги уже на индейской территории и отправляет кавалерийского капитана Джея Фуллера для уничтожения команчей.
Джон и Тонто идут вслед за лошадью из отряда Кавендиша по бескрайней пустыне, и вскоре после того, как они находят железнодорожные пути на территории племени команчей, их захватывают в плен. В лагере индейцев вождь племени рассказывает Джону историю Тонто: ребёнком он спас Кавендиша вместе с напарником от смерти, приведя в родное стойбище, где те обнаружили серебряные самородки. После чего, в обмен на дешёвые карманные часы, показал им исток реки и горы с серебряной рудой. Вероломные же бледнолицые перебили соплеменников Тонто, чтобы никто, кроме них, не узнал о месторождении, вследствие чего мальчика изгнали из племени. Произошедшее повредило разум Тонто, в память о своей вине надевшим на себя труп своей погибшей ручной вороны, а для успокоения души выдумавшего легенду о «вендиго» и «сумрачном страннике», которому предстоит «убить злого духа серебра».
Недоверчивые краснокожие закапывают Джона и Тонто по шею  в песок, но во время кавалерийской атаки американской армии их белый мустанг приходит к ним на помощь. Освободившись, они находят принадлежащий Кавендишу серебряный рудник, где расстреливают отряд бандитов. Когда в живых остаётся один лишь Кавендиш, Тонто требует, чтобы Джон убил его серебряной пулей, но последний не доверяет ему и отказывается, сорвав свою маску. Сам же Бутч, услышав рассказ Рида, понимает, что Тонто и есть тот самый индейский мальчик, что некогда привёл их к руднику. Обвинив напарника в слабости, индеец пытается убить врага сам, но Джон оглушает его ударом лопаты, после чего ведёт преступника, чтобы передать его армии для суда. Расстрелявший Коллинза Коул выдаёт себя за спасителя Ребекки и Дэнни, но когда Рид приводит к нему его напарника, нечаянно выдаёт ему себя. После того, как противоборствующие стороны направляют стволы друг на друга, коварному Коулу шантажом удаётся убедить недалёкого кавалерийского капитана Фуллера в виновности Джона, намекнув на его военные преступления против оклеветанных краснокожих, после чего тот арестовывает последнего. Ребекка и её сын становятся заложниками Кроула и его побратима Кавендиша, а Джона отправляют для казни на серебряный рудник. Неожиданно на последний нападают команчи, и под их прикрытием Тонто спасает своего друга. Военным удаётся отбить индейскую атаку, перестреляв команчей из картечниц Гатлинга. В пустыне Тонто вспоминает картины из своего прошлого, а разочаровавшийся в людях Джон решает снова надеть маску со словами «Если бандиты представляют собой закон, то я буду вне закона».
Спустя некоторое время, во время вбивания золотого костыля в Промонтори торжествующий Коул раскрывает свой план акционерам-железнодорожникам, сообщив им что берёт под полный контроль железнодорожную компанию, намереваясь получить власть с помощью добытого серебра. Но Джон и Тонто с помощью Рэд и украденного в банке нитроглицерина уничтожают железнодорожный мост. Пока проститутка Рэд отвлекает на себя Фуллера, Тонто угоняет поезд с серебром. Коул, Кавендиш и Фуллер преследуют его на втором поезде, где находятся Ребекка и Дэн-младший. Неожиданно в погоню включается Джон на своём мустанге, чудом спасая Ребекку, которую Кавендиш сбрасывает с крыши вагона на полном ходу. В ходе продолжительной схватки бандит и Фуллер, наконец, погибают, а пассажирские вагоны с Дэнни и пассажирами Тонто удаётся отцепить. После чего гружёный серебром поезд падает в реку на разрушенном мосту, унеся с собой Коула…
Город и железнодорожная компания признают заслуги Джона, предлагая ему снять маску, объявить себя и стать служителем закона. Но Джон отказывается и уезжает вместе с Тонто, пытаясь в пути придумать себе звучное прозвище. Спустя 64 года поражённый Уилл интересуется у Тонто правдивостью рассказанной им истории, но тот в ответ даёт лишь ему серебряную пулю, предложив решить этот вопрос самому. После чего исчезает вместе с улетевшим за ним вороном. Заинтригованный историей мальчик проговаривает про себя: «Никогда не снимай маску!»

## В ролях
- Арми Хаммер — Джон Рид / Одинокий рейнджер
- Джонни Депп — индеец Тонто[6]
- Уильям Фихтнер — Бутч Кавендиш[7]
- Том Уилкинсон — железнодорожный магнат Лэйтем Коул
- Рут Уилсон — Ребекка Рид
- Барри Пеппер — капитан Джей Фуллер
- Хелена Бонэм Картер — Рэд Харрингтон
- Джеймс Фрейн — Баррет
- Джеймс Бэдж Дейл — Дэн Рид
- Леон Риппи — Коллинз
- Стивен Рут — Хаббермен
- Мэтью О’Лири[англ.] — Скинни
- Джейми Фрэйн — Баррет
- Хоакин Косио — Хесус
- Дэймон Херриман — Рэй
- Тредэвэй, Гарри — Фрэнк
- Саджино Грант — вождь Большой Медведь
- Джил Бирмингем — Красное Колено
- Роберт Бейкер — Наварро
- Лью Темпл — Холлис
- Рэнс Ховард — инженер

## Производство

Тонто и Одинокий рейнджер

Намерение снять полнометражный фильм об Одиноком рейнджере появилось в 2002 году у компании Columbia Pictures и Classic Media, которая тогда владела правами на него. К проекту присоединились продюсеры Дуглас Уик и Люси Фишер. Фильм должен был быть снят в стиле «Маски Зорро» — вестерна 1998 года с Антонио Бандерасом в главной роли. Columbia Pictures предложила сделать Тонто женщиной и любовным интересом Одинокого рейнджера. Бюджет составлял 70 млн $. В мае 2003 Дэвид и Дженет Пиплз были наняты на должность сценаристов. В январе 2005 года имелся отредактированный сценарий Лаеты Калогридис, а режиссёром был назначен Джонатан Мостоу.
Фильм попал в производственный ад. Через два года, в январе 2007 года, The Weinstein Company захотела выкупить права на фильм у Classic Media. Но сделка сорвалась и в конечном счёте правами завладела Entertainment Rights. В мае 2007 Джерри Брукхаймер закрепил фильм за Walt Disney Pictures. Предполагалось взять на должность сценаристов Теда Эллиота и Терри Россио, до этого работавших с Брукхаймером и Диснеем над серией фильмов «Пираты Карибского моря». В марте 2008 практически завершились переговоры с Эллиотом и Россио. В сентябре 2008 компания Disney объявила, что роль Тонто исполнит Джонни Депп.
Сценарий Эллиота и Россио был выдержан в мистическом ключе, и позднее был отредактирован Джастином Хэйсом. В мае 2009 режиссёр Майк Ньюэлл, который тогда был занят на съёмках фильма «Принц Персии: Пески времени» (также проекта Брукхаймера и Диснея), начал переговоры о постановке «Одинокого рейнджера». Но в июне того же года Брукхаймер, продюсер фильма, объяснил, что хочет нанять режиссёра только после того, как Ньюэлл закончит снимать Принца Персии, а Депп — съёмки в четвёртой части «Пиратов Карибского моря». В сентябре 2010 года режиссёром был назначен Гор Вербински. Съёмки картины планировалось начать после того, как Депп закончит работу в фильме Тима Бёртона «Мрачные тени». На роль Одинокого рейнджера был отобран Арми Хаммер.
12 августа 2011 года Disney объявила, что производство фильма приостановлено из-за слишком большого бюджета. Но в итоге финансирование «Одинокого рейнджера» сократилось до приемлемых 215 миллионов, а 13 октября компания Disney сообщила, что через несколько месяцев начнутся съёмки фильма. Съёмки стартовали 29 февраля 2012 года. Премьера сначала была назначена на 31 мая 2013 года, но позже перенесена на 3 июля того же года.

## Музыка
| №                   | Название                         | Длительность |
| ------------------- | -------------------------------- | ------------ |
| 1.                  | «Never Take Off the Mask»        | 1:08         |
| 2.                  | «Absurdity»                      | 4:58         |
| 3.                  | «Silver»                         | 4:00         |
| 4.                  | «Ride»                           | 4:17         |
| 5.                  | «You've Looked Better»           | 3:09         |
| 6.                  | «Red's Theater of the Absurd»    | 3:02         |
| 7.                  | «The Railroad Waits for No One»  | 3:09         |
| 8.                  | «You're Just a Man in a Mask»    | 4:14         |
| 9.                  | «For God and for Country»        | 4:53         |
| 10.                 | «Finale (William Tell overture)» | 9:51         |
| 11.                 | «Home»                           | 6:55         |
| Общая длительность: | Общая длительность:              | 49:36        |

## Отзывы
Фильм получил негативные отзывы кинокритиков в целом по миру. На Rotten Tomatoes у фильма 31 % положительных рецензий из 216. Критический консенсус гласит: "Арми Хаммер и Джонни Депп представляют собой привлекательную пару главных героев, но их недостаточно, чтобы компенсировать безвкусный сценарий «Одинокого рейнджера», раздутую длину и кричащий перебор экшеном". На Metacritic — 37 баллов из 100 на основе 44 обзоров. Отрицательное принятие картины кинопрессой вызвало недоумение у членов съёмочной группы, Депп заявил, что у него имеются сведения о том, что многие разгромные рецензии были написаны задолго до выхода фильма в прокат.
Зрители также приняли фильм достаточно сдержанно — на IMDb рейтинг картины составляет 6,5 балла из 10. CinemaScore — фирма, занимающаяся исследованием рынка, — проводила опрос зрителей на выходе из кинотеатра в течение открывающего уик-энда. Так, средняя оценка кинозрителей была «четыре с плюсом» по пятибалльной шкале.

## Награды и номинации
- 2014 — две номинации на премию «Оскар»: лучший грим и прически (Джоэл Харлоу, Глория Паскуа Кэсни), лучшие визуальные эффекты (Тим Александер, Гэри Брозенич, Эдсон Уильямс, Джон Фрэйзер).
- 2014 — номинация на премию «Сатурн» за лучший фильм в жанре боевик/приключения.
- 2014 — премия «Золотая малина» за худший ремейк или сиквел, а также 4 номинации: худший фильм, худший режиссёр (Гор Вербински), худший актёр (Джонни Депп), худший сценарий (Тед Эллиот, Джастин Хэйс, Терри Россио).